# Tranekær Kirke
Tranekær Kirke ligger i den vestlige udkant af Tranekær By. Den er opført ca. 1450 i gotisk stil. Tidligere har der på samme sted ligget en kirke fra det 12. århundrede, bygget i den landsbykirkestil, som endnu kan ses af den gamle kirkelade til højre for indgangslågen.
Kirken har siden storkansler Frederik Ahlefeldts tid (fra 1659) haft et tilhørsforhold til Ahlefeldt-slægten, der stod bag store ombygninger og ændringer i 1804 og 1886.
"Generalen", Frederik lensgreve Ahlefeldt-Laurvig, var ikke tilfreds med kirkens udseende, og ombyggede den i 1804 radikalt til en mellemting mellem et tempel og et teater, med kuppel og altaner i stedet for spir, og gjorde det indre så tomt som muligt. Altertavle og prædikestol blev fjernet, og i stedet for placeredes en rund prædikestol lige over alteret.
I 1886 blev kirken igen ombygget af "Excellencen", som også hed Frederik lensgreve Ahlefeldt-Laurvig. Denne gang i en slags romansk-gotisk kirkestil, som den stadig har i dag. Kirken fremstår gulkalket og tårnet afsluttes af en mangekantet top med en række smågavle. Samtidig med ombygningen fik kirken ny altertavle og prædikestol, lavet af snedker Saabye i Tranekær.
Mod syd findes slægten Ahlefeldts gravkapel fra 1670 med en stor dobbeltportal af marmor og sandsten med jerngitter. Med enkelte undtagelser ligger alle lensgreverne til Grevskabet Langeland begravet her.
Slotskirken tilhørte ejerne af Tranekær Slot indtil 1942.
Døbefonten er skåret af Lorentz Jørgensen. På fontlukket er der en kronet engel med Christian IV´s monogram. Alterbilledet er malet i 1847 af Christoffer Wilhelm Eckersberg.
Kirken omgives af den smukt terrasserede Tranekær Kirkegård med en hel del gamle linde- og kastanjetræer. Indgangspartiet til kirkegården flankeres af to store murede piller samt to meget imponerende lindetræer. Træerne som er ca. 250 år gamle og hører til blandt de største i Danmark.
På kirkegården er begravet Kai Benedict lensgreve Ahlefeldt-Laurvig (1903-1985, lensbesidder 1947-1970) samt en række personer med tilknytning til godsadministrationen, bl.a. godsinspektør Otto Bøgh (1846-1910). Desuden rummer kirkegården gravstederne for to russiske krigsfanger, som strandede ved Påø Strand.

## Eksterne kilder og henvisninger
- Tranekær kirke Arkiveret 26. juli 2007 hos  Wayback Machine, Kirker i Danmark
- Tranekær Sogn, Tranekær kirke
- Tranekær Kirke hos KortTilKirken.dk